# Cleora amphidoxa
Cleora amphidoxa là một loài bướm đêm trong họ Geometridae.